# Plososari (Patean)
Plososari is een bestuurslaag in het regentschap Kendal van de provincie Midden-Java, Indonesië. Plososari telt 6147 inwoners (volkstelling 2010).